# مارك جوليا
مارك جوليا (بالفرنسية: Marc Julia)‏ هو كيميائي فرنسي، ولد في 23 أكتوبر 1922 في الدائرة الرابعة عشرة في باريس في فرنسا، وتوفي في 29 يونيو 2010.